# Cotton (moto)

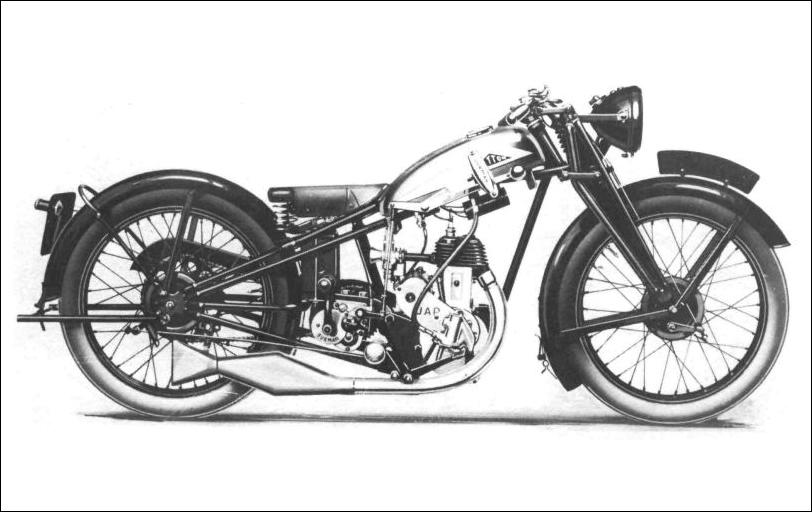
Una Cotton JAP 150 del 1932

La Cotton Motorcycle Company è stata una casa motociclistica inglese, attiva dal 1920 al 1980.

## Storia
L'azienda venne fondata a Gloucester, da Frank Willoughby Cotton, un avvocato con la passione per il motociclismo, che gareggiò con qualche successo negli anni dieci.
Durante la sua esperienza agonistica, Cotton si rese conto che il telaio a diamante, derivato da quello ciclistico era inadatto alle crescente potenza delle motociclette e, all'uopo, aveva realizzato un telaio a forma triangolare.
Visti i risultati, nel 1920 decise di aprire un'azienda per la produzione di motocicli che, nel corso degli anni conquistò un vasto mercato, anche all'estero.
Sin dagli inizi, la Cotton si specializzò nella produzione telaistica, utilizzando propulsori di costruzione esterna come British Anzani, JAP o Blackburne e, dal secondo dopoguerra, impiegò principalmente motori della Villiers. Proprio la scomparsa di quest'ultima azienda, nel 1968, in seguito al tracollo del gruppo Norton-Villiers-Triumph, portò al blocco di molti modelli della gamma.
La produzione riprese lentamente con propulsori Minarelli e Rotax, fino alla definitiva chiusura dell'azienda nel 1980.

## Riedizioni
Alla fine degli anni '90, l'azienda AJS Motorcycles Ltd. di Goodworth Clatford, Andover (Inghilterra) produsse una serie di riedizioni di moto Cotton da competizione, tra cui la 250 Cobra Scrambler, la Cotton-Triumph 500 Scrambler, la Telstar 250 da corsa su strada e la 250 Starmaker Trials Bike.